# تالبوتال
تالبوتال (انگلیسی: Talbutal) یک باربیتورات با مدت اثر کوتاه تا متوسط است. ایزومر ساختاری بوتالبیتال است.

## فارماکولوژی
تالبوتال یک باربیتورات کوتاه تا متوسط اثر است. باربیتورات‌ها به‌عنوان مضعف‌کننده‌های غیرانتخابی سیستم عصبی مرکزی (CNS) عمل می‌کنند و قادر به ایجاد تمام سطوح تغییر خلق و خوی CNS از تحریک تا آرام‌بخشی خفیف، هیپنوتیزم و کمای عمیق هستند. در دوزهای درمانی به اندازه کافی بالا، باربیتورات ها باعث بیهوشی می شوند.
مکانیسم عمل
تالبوتال در یک محل اتصال متمایز مرتبط با یونوفور کلر در گیرنده گاباآ متصل می شود و مدت زمانی را که یونوفور کلر باز است افزایش می دهد. بنابراین، اثر مهاری پس سیناپسی گابا در تالاموس طولانی است.

## عوارض جانبی
علائم مسمومیت حاد با باربیتورات شامل خواب آلودگی، گیجی، کما، افسردگی تنفسی، افت فشار خون و شوک است.